# Ричела Наијакас
Ричела Наијакас је била династија Андхра која је отела власт од Мусунури Наијакас и постала доминантна сила у региону Телангана током касног 14. века и почетка 15. века (р. 1368–1435).  Они су били базирани у Рачаконди, југоисточно од Голконде, границе са султанатом Бахмани током овог периода изградили су другу базу у Девараконди. 

## Историја
Иако савремени историчари Андре идентификују Ричела Наијакас са Веламом, Синтија Талбот наводи да формирање заједнице Велама датира из каснијег периода, најраније средине шеснаестог века. 
Верује се да су Ричела Наијакас успоставиле своју прву базу у Аманугалу . Вођени амбицијом и похлепом, Ричела Наијакас (Анапота и Мада Наиака) се удружио са Бахмани Султаном и кренули су на Варангал. У бици код Бхимаварама 1368. године, Капаиа Наиака је погинуо и Ричела'си су преузели контролу над Теланганом.  Анапота Наиака је касније тврдио, у натпису издатом 1369. године, да је његов деда, Дачаиа, служио као поглавица под Какатијама и да му је Пратапарудра II доделио титулу Пандиа-раја-гаја-кесари (лав против слонова Пандија).  Ричела Наијакас су изградили два утврђена града у Рачаконди и Девараконди у округу Налгонда . 
Ричерласи су имали за ривале династију Реди у приобалном региону Андра. У почетку су били у савезу са султанатом Бахмани, према истим условима споразума који су постигли Мусунури Наиакас 1364. године, док су Редијеви били савезници са Виџајанагара царством. Након поделе између клана Реди, на Раџамундра Реддис и Кондавиду Реддис, Кондавиду Реддис су променили своју оданост Бахманијама, а Речерласи су се придружили Вијаианагари. Уследила је велика битка код тврђаве Пангал (близу Ванапартија)  1419. у којој је победила коалиција Виџајанагара, Ричеласи и Раџамундрија Редија. Међутим, промена оданости од стране Ричеласа довела је до напада султаната Бахмани 1420-их, који је заузео Варангал као и Рачаконду до 1435. Након тога, шефови Ричела остали су мали играчи раштркани широм Телангане. 